# Alstonia beatricis
Alstonia beatricis là một loài thực vật]] thuộc họ Apocynaceae. Đây là loài đặc hữu của Indonesia.